# دهستان وستسلیینا
دهستان وستسلیینا (به لاتین: Vastseliina Parish) یک دهستان در استونی است که در شهرستان وورو واقع شده‌است.

## خصوصیات
دهستان وستسلیینا ۲۲۲٫۸ کیلومترمربع مساحت و ۲٬۱۶۵ نفر جمعیت دارد.